# SVG Steinheim
Der SVG Steinheim (offiziell: Sportverein 1910 Germania Steinheim e. V.) ist ein Sportverein aus Hanau am Main. Mit mehr als 650 Mitgliedern ist er der zweitgrößte Sportverein im linksmainischen Hanauer Stadtteil Steinheim. Er entstand 2011 aus dem Zusammenschluss des SV 1910 und der SG Germania, kurz nachdem beide Vereine ihr 100-jähriges Jubiläum feiern konnten. Zuvor erfolgte im Jahr 1999 die Fusion des FC Germania mit der SG Steinheim zur SG Germania Steinheim.
Fußball und Tennis sind die beiden Hauptsportarten. Darüber hinaus gibt es Angebote im Bereich Dart, Damen- und Herrengymnastik.

## Fußballabteilung

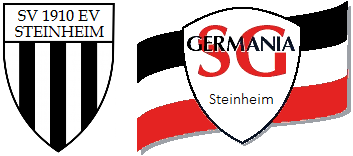
SV Steinheim und SG Germania

Die 1. Herrenmannschaft spielt ab der Saison 2017/18 in der Gruppenliga Frankfurt-Ost.

### Historie
Das erste Zusammentreffen mit einem anderen Verein war bereits am 18. Februar 1910 (damals noch als SV e. V. Klein-Steinheim). Seligenstadt blieb knapper 1:0-Sieger.
Im selben Jahr wurde auch der FC Germania Steinheim gegründet. Die ersten Erfolge der Germania brachte 1922 und 1928 die Meisterschaft der C-Klasse. Nachdem der Spielbetrieb nach dem Ersten Weltkrieg wieder aufgenommen werden konnte, gelang es der Germania in den Folgejahren, sich in der B-Klasse zu etablieren. Nach erneuten Jahren ohne Spielbetrieb konnte dieser im Jahr 1975 am Hellenhang wieder aufgenommen werden.
Als Höhepunkt im fußballerischen Leben des SV Steinheim kann bis zum heutigen Tag die Begegnung mit den 1. FC Nürnberg im Rahmen des damals ausgetragenen Tschammer-Pokals angesehen werden. Nachdem zweimal der Nürnberger Vorsprung egalisiert worden war, markierte erst ein Eigentor in der Verlängerung das Endergebnis von 2:3. Die Partie zog im Jahre 1938 die stattliche Zahl von 3.500 Zuschauern an. Die Partie ein Jahr später im Tschammer-Pokal gegen Eintracht Frankfurt enthielt jedoch wesentlich weniger Dramatik und ging ziemlich klar mit 1:4 verloren.
Innerhalb von drei Jahren stieg die Mannschaft des SV 1910 Steinheim in den Jahren 1963 bis 1965 dreimal hintereinander auf. Nach der Meisterschaft in der damaligen A-Klasse (heute Kreis-Oberliga) folgte der Aufstieg in die Bezirksliga (heute Gruppenliga) und anschließend der Aufstieg in die Gruppenliga (damals vierte Liga). Nur knapp verpasste man den Sprung in die Hessenliga, damals die 3. Liga. Im entscheidenden Spiel gegen 1. Hanauer FC 1893 e. V. reichte es auf neutralem Boden in Großauheim – vor 5.000 Zuschauern – nur zu einem 1:1-Unentschieden. Ein Sieg wäre notwendig gewesen, um dann gegen die SpVgg Bad Homburg das Entscheidungsspiel um den Aufstieg in die Hessenliga zu bestreiten. Jüngster Erfolg des SVG Steinheim war 2017 die Meisterschaft in der Kreisoberliga verbunden mit dem Aufstieg in die Gruppenliga.
Größter sportlicher Erfolg des FC Germania Steinheim war 1986 die Meisterschaft der B-Liga Offenbach-Ost und der daraus resultierende Aufstieg in die A-Klasse.

### Erfolge
- Teilnahme am Tschammerpokal 1938, 1. Schlussrunde (SV Klein-Steinheim – 1. FC Nürnberg 2:3 n. V.)
- Teilnahme am Tschammerpokal 1939, Hauptrunde (SV Klein-Steinheim – Eintracht Frankfurt 1:4)

## Tennisabteilung
Die Damenmannschaft spielt zurzeit in der Gruppenliga. Die Herrenmannschaft spielt in der Bezirksoberliga Offenbach.

### Historie
Mit der Gründung der SV-Steinheim-Tennisabteilung wurde am 6. März 1977 ein weiterer Meilenstein gesetzt. Im gleichen Jahr entschlossen sich die Verantwortlichen im Verein für den Bau einer 3-Feld-Tennis-Halle mit internationalen Maßen.
In den 80er Jahren konnten Meisterschaften in den Bezirksklassen gefeiert werden. Etliche Jahre hielt sich die erste Herrenmannschaft daraufhin in der Gruppenliga, was in der Folgezeit nach 1990 nicht wieder geschafft wurde.

## Gymnastikabteilung
Im Jahr 1971 wurde die erste Damen-Gymnastik-Abteilung des SV Steinheim gegründet. 1992 folgte die Gymnastik-Abteilung der SG Germania. Im Jahr 2004 folgte eine Herren-Gymnastik-Abteilung des SV Steinheim.

## Dartabteilung
Im Jahr 2022 löste sich der DSV Hanau 2007 e.V. auf und wurde beim SVG Steinheim als Abteilung Dart integriert.  Diese nimmt am Ligabetrieb des Hessischen Dartverbandes teil.

## Volleyballabteilung
Ebenfalls im Jahr 1971 wurde eine Volleyball-Abteilung des SV ins Leben gerufen. Die Abteilung bestand über 30 Jahre und löste sich 2004 wieder auf.

## Schwimmabteilung
Im Jahr 1971 wurde die Abteilung der Germania-Schwimmfrauen gegründet.

## Sportstätten
Fußball wird seit der Saison 2020/21 nur noch „Am Pfaffenbrunnen“ (Junioren und Herren) gespielt. Bis zum Sommer 2020 wurde zusätzlich auch „Am Hellenhang“ (nur Herren) gespielt. Tennis wird im Sommer auf neun Sandplätzen und in den Monaten Oktober bis April in der vereinseigenen Tennishalle auf drei Plätzen (Teppichboden) gespielt, d. h., damit gehört der SVG Steinheim zu einem der wenigen Vereine in Hessen, die den Tennissport ganzjährig ermöglichen.